# Селіверстовська сільська рада
Селіве́рстовська сільська рада (рос. Селивёрстовский сельский совет) — сільське поселення у складі Волчихинського району Алтайського краю Росії.
Адміністративний центр та єдиний населений пункт — село Селіверстово.

## Населення
Населення — 627 осіб (2019; 829 в 2010, 1031 у 2002).